# 公害輸出
公害輸出（こうがいゆしゅつ）とは社会問題の一つ。企業が生産活動を行う場合に発生する公害が外国に被害を与えるということ。たとえば先進国の企業が工場を設置する場合に、自国でならば公害のため規制の対象となっているような設備でも、途上国でならばそれが規制の対象となっていないこともあり、そのような場合の公害を発生させるような生産設備を途上国の外国に建設することを公害輸出と言う。途上国の場合には積極的に先進国からの進出が歓迎されている場合が多く、この事から公害輸出が起きやすい。他には、先進国から途上国に有害な製品や廃棄物を輸出するという貿易が存在しており、このような形での輸出も公害輸出と言う。